# 阿弥陀寺 (和歌山県那智勝浦町)
阿弥陀寺（あみだじ）は、和歌山県東牟婁郡那智勝浦町にある真言宗御室派の寺院。山号は妙法山。本尊は阿弥陀如来。那智山の一角をなす妙法山の中腹にある。

## 歴史

### 起源
寺伝では、大宝3年（702年）、唐の僧・蓮寂が法華三昧を修し、法華経を書写して山頂に埋経し、その上に釈迦如来を安置したのが今日の奥の院の基とされ、これを開創であるとする（『紀伊国名所図会』熊野篇）。近世紀州藩の編纂した地誌『紀伊続風土記』は、阿弥陀寺は空海の開基であるとし、平安初期の弘仁6年（815年）に妙法山を訪れ、釈迦如来を本尊として開創したとする。『紀伊続風土記』はその典拠として寛文年間の寺記を参照し、貴賎男女を択ばず納骨を受け入れた諸仏救世の道場であったこと、女人高野と号されたことを伝えている。しかし、この空海開基説は「貴賎男女を択ば」ないことが女人高野の連想を生み、そこから後世に付会されたものとするべきものであり、歴史的な開創年代は奈良時代ごろであると考えられている。
奈良時代の唱導説話集である『日本霊異記』に、法華持経者の永興禅師とその同行の禅師が熊野の山中で捨身行に臨み、骸骨のみの姿になっても、その舌のみは依然として生前と同様に法華経を誦し続けていたと伝えているが、この山とは那智山中の妙法山であると言われている。また、『本朝法華験記』に見える「奈智山応照法師」の伝は、応照という法師が火定による捨身入滅を果たしたとし、火定炉跡が阿弥陀寺境内に残されていることから、この「奈智山」は妙法山に比定される。こうした点から、妙法山に集って過酷な捨身行に勤しんでいた法華持経者によって阿弥陀寺は開かれたと考えられている。その後、鎌倉時代の弘安3年（1280年）に鷲峰山興国寺開山の法燈国師覚心の再興により（『元亨釈書』）浄土信仰の今日の阿弥陀寺が確立されただけでなく、念仏と納骨の山としたと見られており、史料上、阿弥陀寺の存在が確実なのはこの時期からである。
永正6年（1509年）、本堂から奥の院（浄土堂）への山道の途中に大師堂が建立された。慶長6年（1601年）の検地に際しては、新宮城主浅野氏より5石が寄進され、以後、代々にわたって続けられた。
明治時代に一時期衰えたが、1884年（明治17年）に再興された際に真言宗寺院に転じた。1981年（昭和56年）、火災により本堂が焼失し、慶派作の本尊阿弥陀如来を含む多くの寺宝が失われた。現存する本堂と本尊は、1984年（昭和59年）に再建されたものである。2014年、高野山真言宗から真言宗御室派に転じた。

## 熊野の民俗・信仰と妙法山

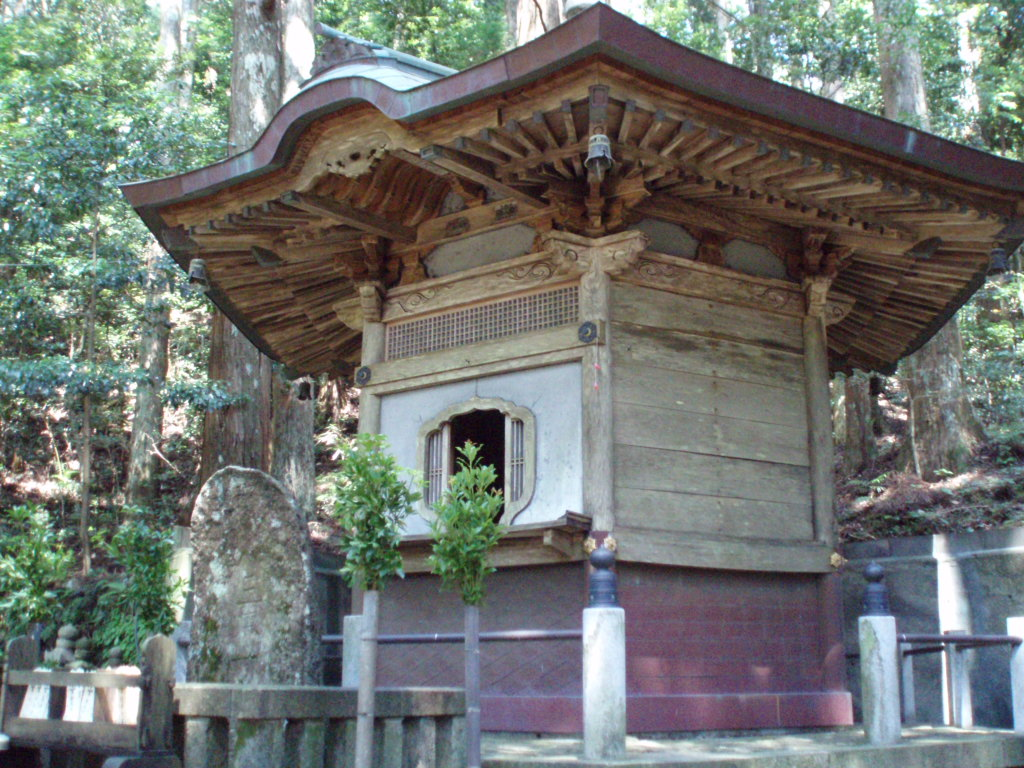
納骨堂

那智山の一角に在する阿弥陀寺は、熊野の民俗や信仰とも深い関わりを持っている。
覚心は臨済宗興国寺派の宗祖として知られるが、念仏だけでなく真言をも修し、高野聖のなかでも萱堂聖の宗祖でもある。阿弥陀寺は近世中期まで、那智山の諸堂の造営・修覆にあたる那智七本願の一角を占めたが、阿弥陀寺に属する勧進聖の組織は覚心が阿弥陀寺を再興する際に築いたものと見られている。熊野三山の勧進を担った熊野山伏や熊野比丘尼による唱導の際に絵解きされた那智参詣曼荼羅や熊野観心十界曼荼羅は妙法山をモデルにしたと言われ、那智参詣曼荼羅には妙法山詣が描かれている。
妙法山はまた、熊野における特異な葬送民俗伝承との関係が深い。熊野では、死者の枕元に供える3合の枕飯が炊き上がるまでの間、死者の霊魂は、枕元に手向けられた樒（しきみ）の葉を手にして妙法山に参詣し、鐘をつくとの伝承（『紀伊続風土記』）から、阿弥陀寺の鐘は「亡者の一つ鐘」と呼ばれ、「人なきに鳴る」と称される。奥の院周辺はとくに樒山（しきみやま）とも呼ばれるが、この名は死者が携えてきた樒が奥の院周辺に落とされるとの伝承によるものである。
こうした民俗伝承は、覚心による再興後の阿弥陀寺が山岳霊場となり、念仏と分骨・分髪の寺院となったことと関係しているが、分骨・分髪や死者供養の習俗は今も続けられている。

## 阿弥陀寺御詠歌

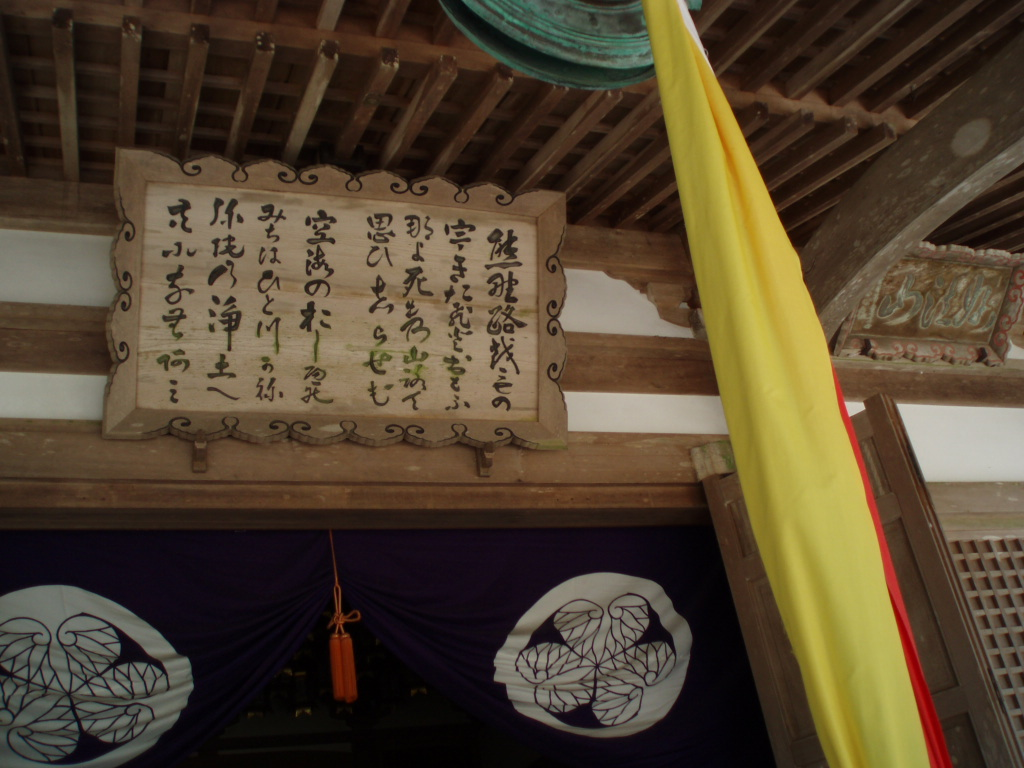
本堂に掲げられた詠歌の額

阿弥陀寺には本尊（阿弥陀如来）の御詠歌が伝えられており、本堂正面にその額が掲げられている。
| 「 | くまの路をもの憂き旅とおもふなよ 死出の山路でおもひ知らせん （大意：熊野への旅路を気乗りのしない旅路だなどと思ってはいけない。死へと旅立つ山路で、阿弥陀如来があなたに熊野参詣のありがたさを教えてあげよう） | 」 |

熊野が巡礼地として確立する中世において、熊野は阿弥陀如来の顕現する地、すなわち来世・浄土と考えられており、そこへの巡礼は象徴的な意味での死と再生であった。中世熊野信仰における熊野観を伝える一篇であると言えよう。

## 境内
本堂
大師堂
室町時代の永正6年（1507年）建立。「阿弥陀寺大師堂」として和歌山県指定文化財に指定。大師像1躯（宝徳3年〈1451年〉京都高辻住の院派大仏師大進法橋と小仏師太夫法橋によって彫られた。那智勝浦町指定有形文化財〈美術工芸品〉）を蔵する。
鐘楼
前述の「亡者の一つ鐘」の鐘楼。現世安穏と先祖菩提のために、生前に1度は撞いておくべきことが勧められている。現存する鐘は、延宝6年（1678年）の再鋳である。那智勝浦町指定有形文化財（美術工芸品）である。
火生三昧（かしょうざんまい）跡
平安時代の法華持経者、応照が火生三昧（焼身による捨身行）をおこなった遺構と伝えられる。応照は、すべての衆生の罪をわが身に負って、その罪ごと身体を焼尽することを志し、食を断って心身を浄化した末、薪の上に座し、紙の衣をまとって自ら薪に火を放った。身体が燃え尽きるまで晴朗な読経の声がやむことは無かったと伝えられる。
三寶荒神堂
　紀州藩初代徳川頼宜によって勧請された三面六臂の三寶荒神像を祀る。妙法山の鎮守神である。
子安地蔵堂
　地蔵菩薩立像（青銅製　江戸期）を祀り、左右に信徒によって奉納された千躰地蔵を祀る。
浄土堂（奥の院）
妙法山の中腹にある本堂に対し、頂上にあることから奥の院とも呼ばれる。唐からやってきた天台山の僧侶、蓮寂が、妙法蓮華経を埋経したことがその名の由来であると伝えられる。
熊野参詣道道標
境内に2点の熊野参詣者のための道標が残されている。1点は大師堂近くにあり、「右ほんぐう、左きみいでら」とあり、「嘉永5年」（1852年）の年号が見られる。もう1点は浄土堂登り口の分岐にあり、「従是奥之院 寛保三年癸寅三月八日」との刻字がある。

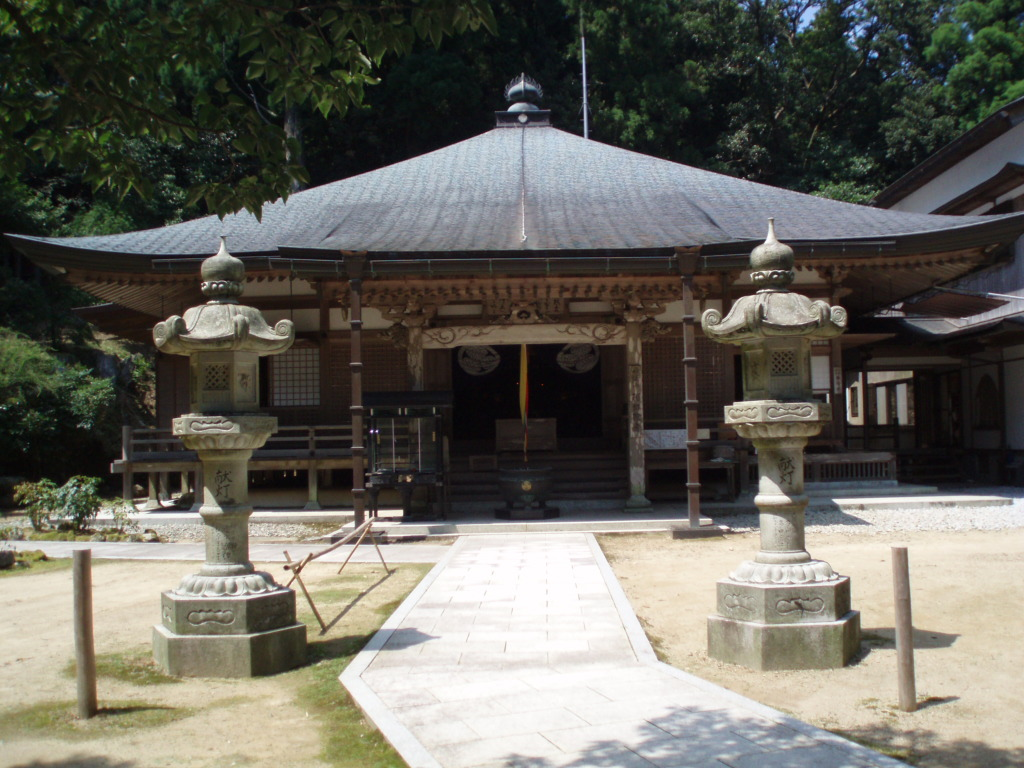
本堂
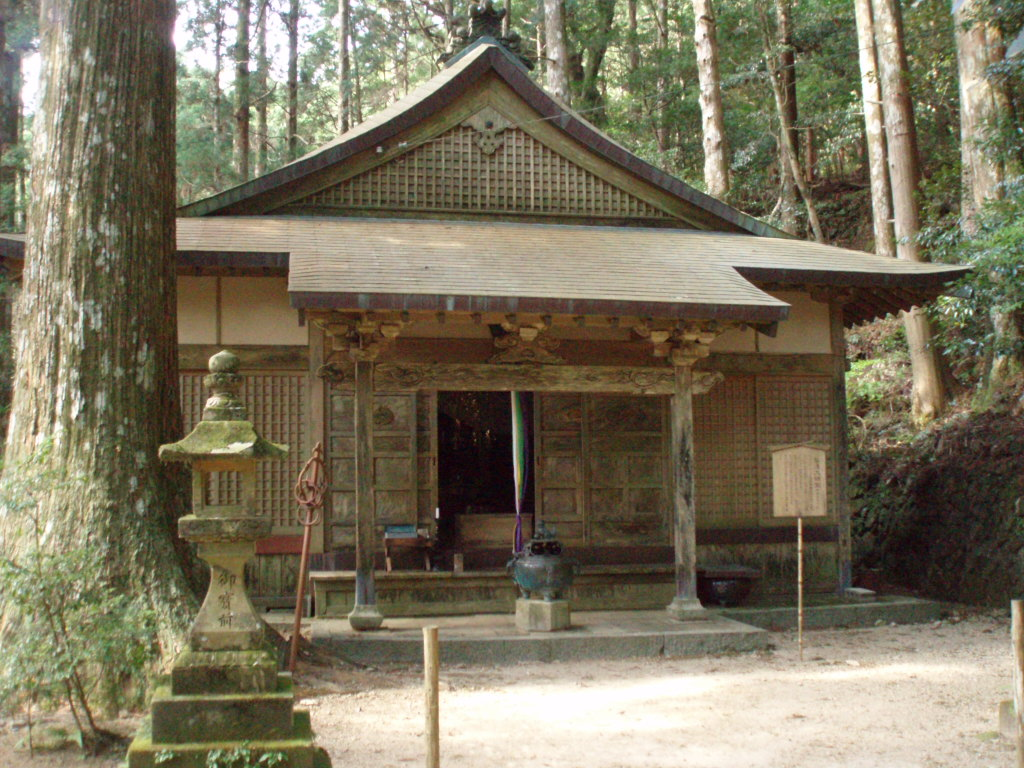
大師堂
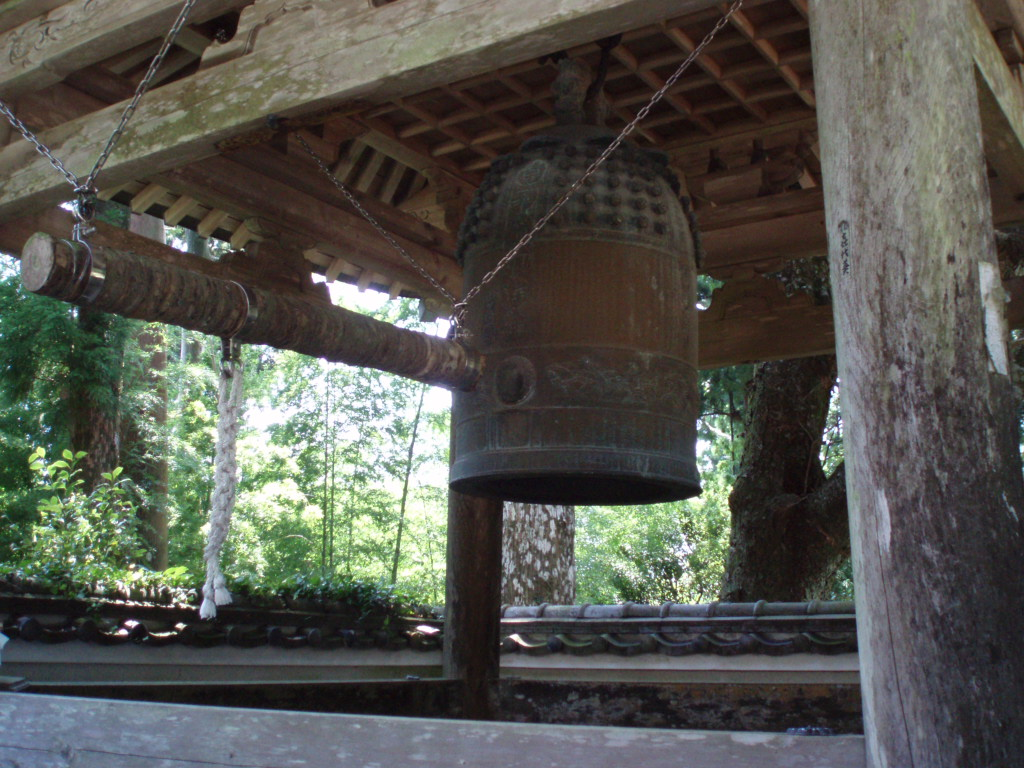
亡者の一つ鐘
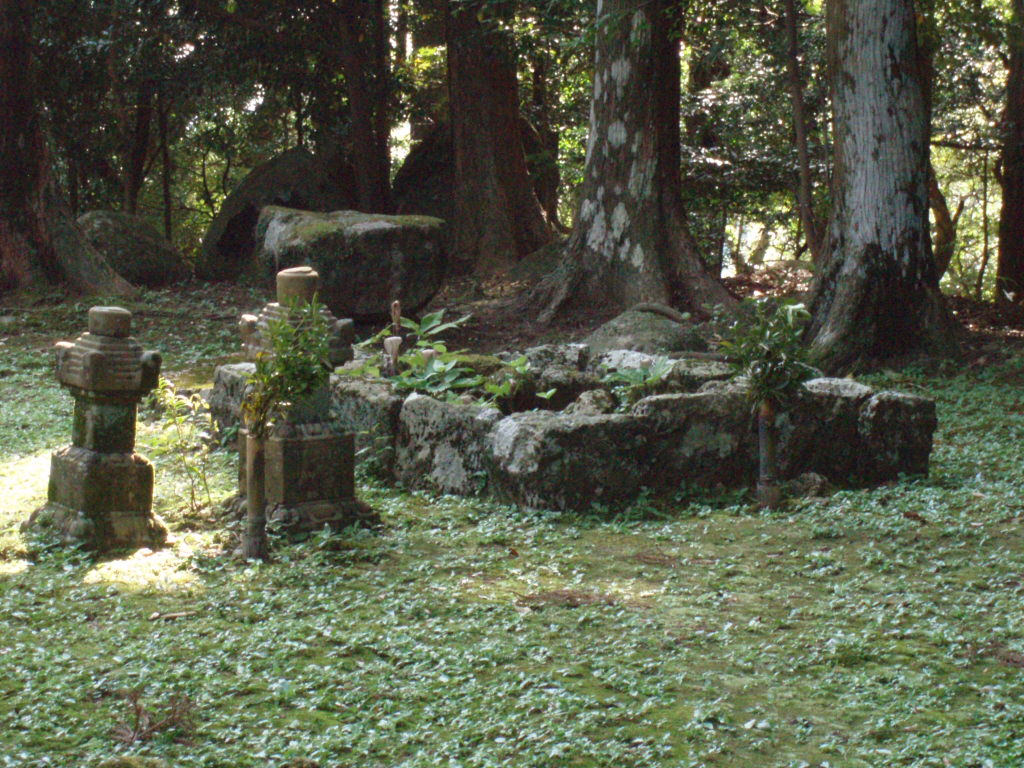
火生三昧跡
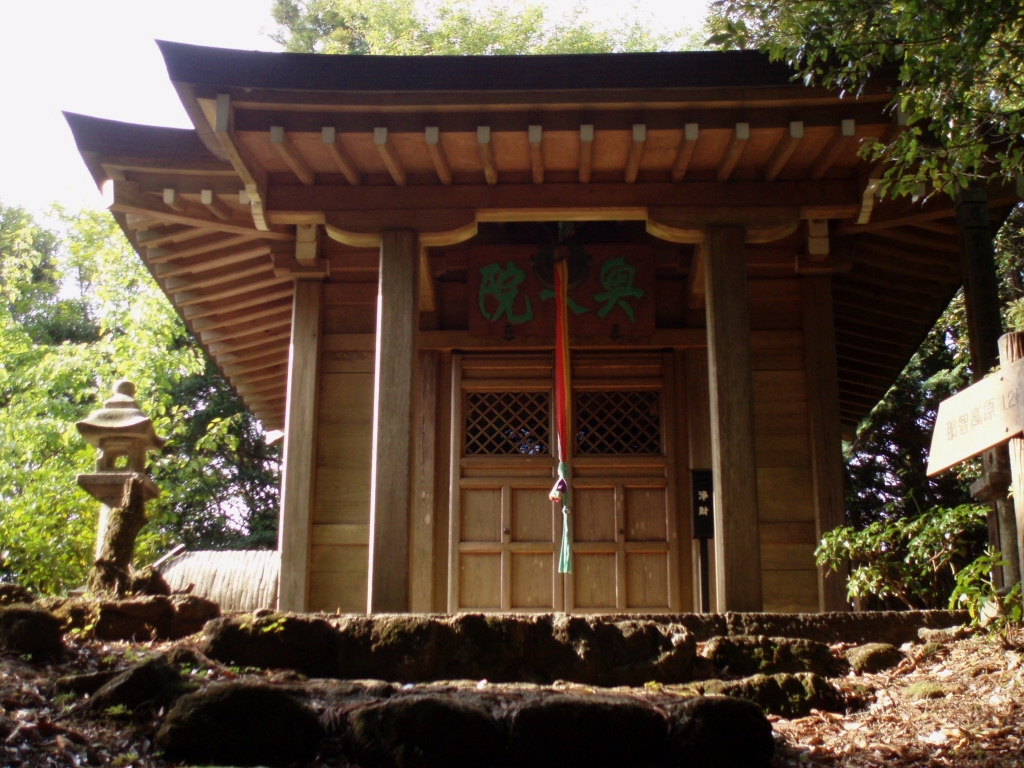
浄土堂（奥の院）
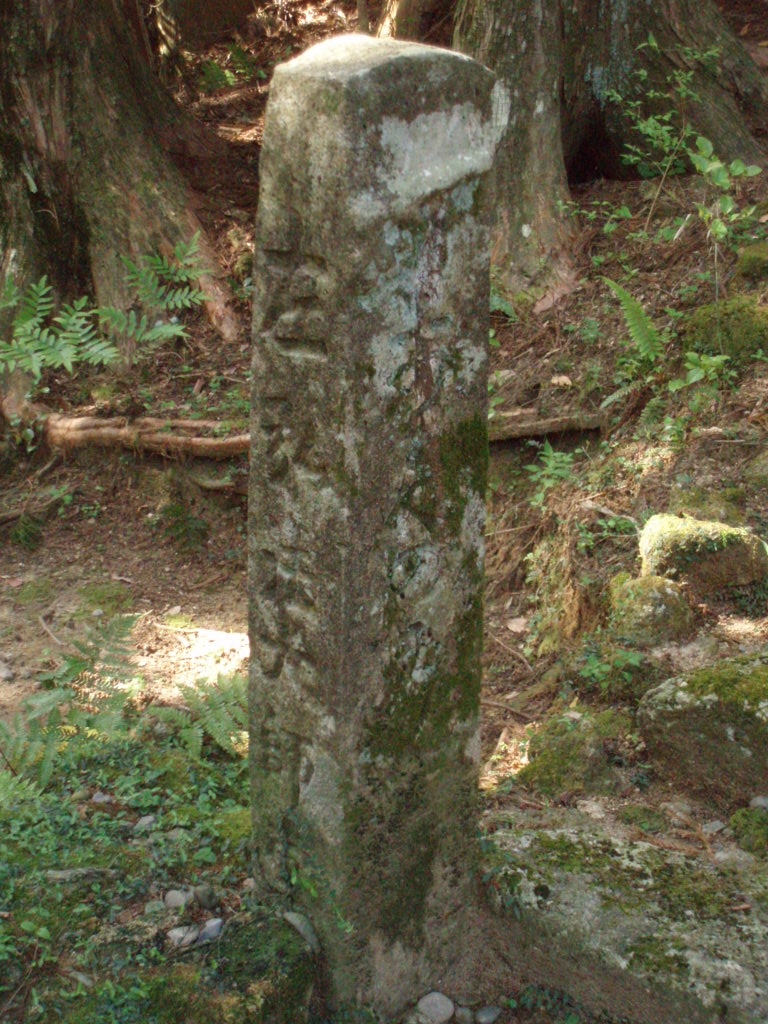
熊野参詣道道標（寛保3年）
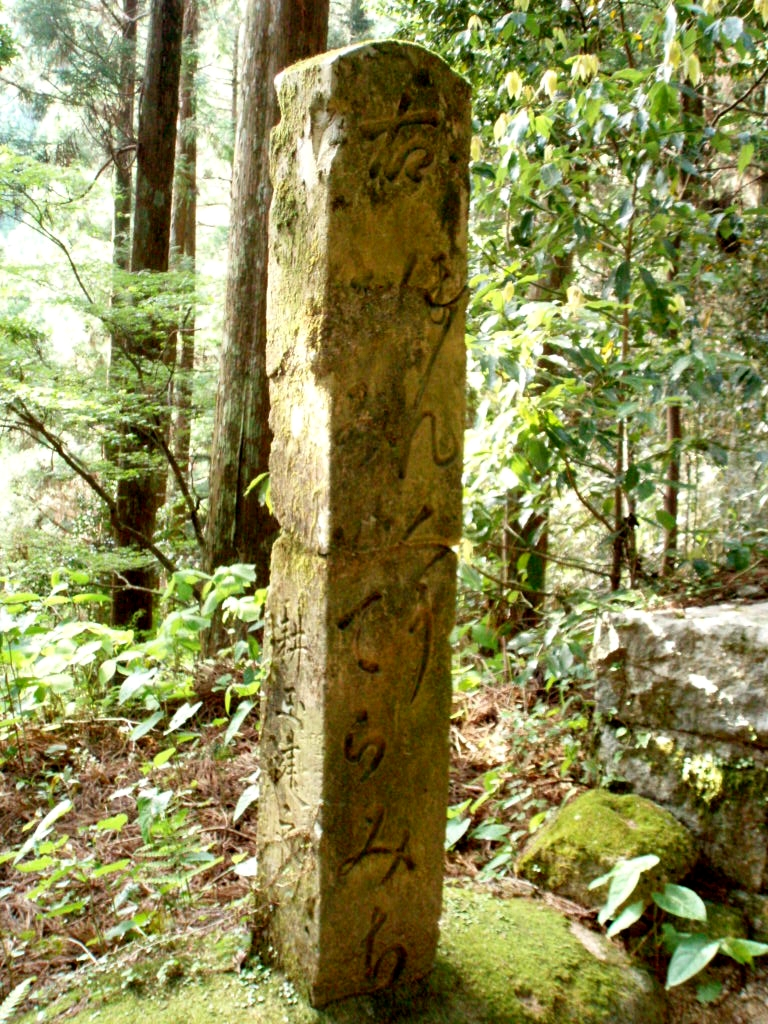
熊野参詣道道標（嘉永5年）
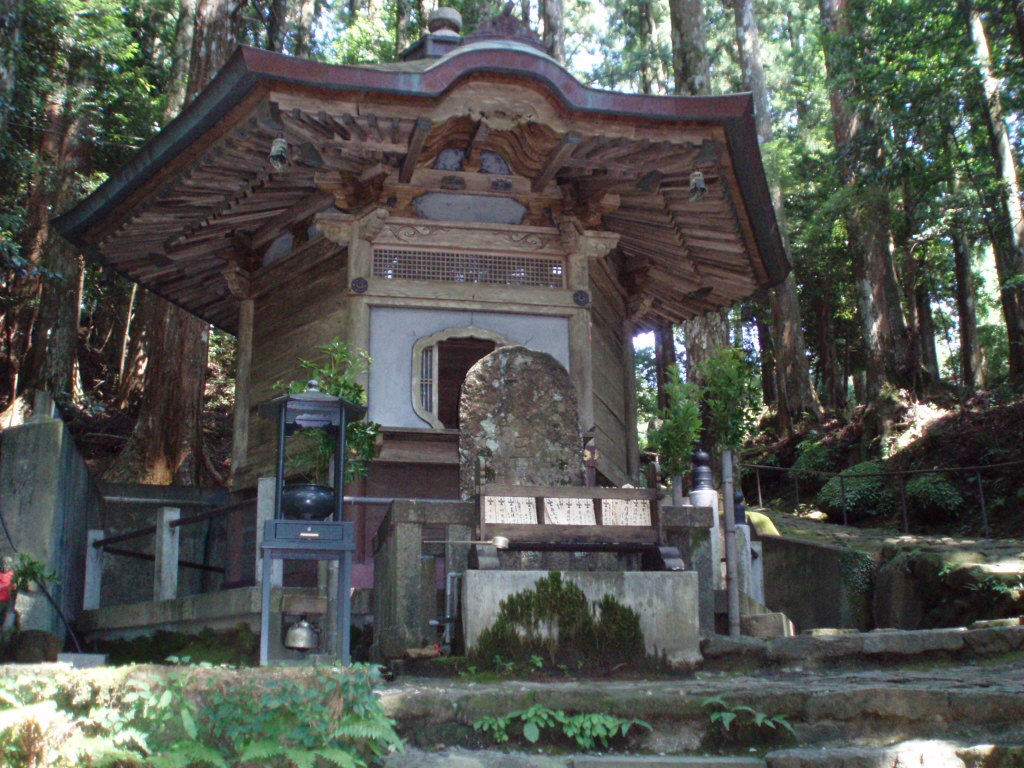
納骨堂

## 文化財

### 和歌山県指定文化財
- 大師堂
室町時代の永正6年（1507年）建立。宝形造・銅板葺の三間堂、堂前面に入母屋造の礼堂を接続する。屋根の宝珠銘から建立年代、および紀ノ川方面からやって来た大工が建立に携わったことが分かる。「阿弥陀寺大師堂」として和歌山県指定文化財（1981年〈昭和56年〉7月13日指定）[14][15]。

### 那智勝浦町指定文化財
- 妙法山大師像 1躯
- 妙法山梵鐘 1口
以上2点、那智勝浦町指定有形文化財〈美術工芸品〉。1985年（昭和60年）8月1日指定[12]。

## 主な行事
- 1月1日から1月5日 - 修正会
- 1月21日 - 初大師
- 2月3日 - 節分星供養祈祷会
- 4月20日から4月21日 - 御影供
- 6月15日 - 青葉祭り
- 旧暦10月28日 - 三宝荒神祭
- 12月21日 - 納め大師

## 交通機関
- 那智山スカイライン（県道46号）終点駐車場から徒歩2分
- JR紀勢本線那智駅下車、熊野交通バスで「神社お寺前駐車場」バス停下車（約30分）。青岸渡寺鐘楼そばから那智高原公園・大雲取越え方面への石段を登り、途中の分岐に入って約1時間で本堂。

## 周辺情報
- 熊野三山
  - 熊野那智大社
  - 青岸渡寺
- 補陀洛山寺 - 海上他界信仰にもとづく補陀洛渡海の拠点。

## 文献
- 「角川日本地名大辞典」編纂委員会（編）、1985、『和歌山県』、角川書店〈角川日本地名大辞典30〉 ISBN 404001300X
- 五来 重、1976、「熊野三山の歴史と信仰」、五来（編）『吉野・熊野信仰の研究』、名著出版〈山岳宗教史研究叢書〉 pp. 155-178
- －、1991、『山の宗教 - 修験道講義』、角川書店〈角川選書223〉 ISBN 4047032239
- 豊島 修、1992、『死の国・熊野 - 日本人の聖地信仰』、講談社〈講談社現代新書1103〉 ISBN 4061491032
- 平凡社（編）、1997、『大和・紀伊』、平凡社〈寺院神社大事典〉 ISBN 4582134025